# Quatuor à cordes no 2 de Szymanowski
Pour les articles homonymes, voir Quatuor à cordes no 2.
Le Quatuor à cordes no 2 opus 56 est le second et dernier quatuor à cordes de Karol Szymanowski. Composé en 1927 à Paris, il est créé le 14 mai 1929 par le Quatuor de Varsovie. Ce quatuor reprend nombre de thèmes folkloriques polonais des montagnes du Tatras tout en s'inspirant de Maurice Ravel et Janáček.

## Structure
L'œuvre comprend trois mouvements :
1. Moderato dolce e tranquillo
2. Vivace - Scherzando
3. Lento, Moderato

La durée d'exécution est d'environ vingt minutes.